# Psilochalcis capensis
Psilochalcis capensis is een vliesvleugelig insect uit de familie bronswespen (Chalcididae). De wetenschappelijke naam is voor het eerst geldig gepubliceerd in 1948 door Steffan.